# Nanogel
Nanogel é uma nanopartícula composta de hidrogel - rede de polímero hidrofílico reticulado - frequentemente composto por polímero sintético, ou biopolímero química ou fisicamente reticulado, e possui dezenas a centenas de nanômetros de diâmetro. Semelhante ao hidrogel, este possui baixa densidade de macromoléculas, com os poros entre estas preenchidos com pequenas moléculas, possibilitando  o controle das propriedades, como inchaço, degradação e funcionalidade química.

## Aplicações
As aplicações potenciais do nanogel incluem agentes de entrega de drogas agentes de contraste para imagens médicas ou traçadores de ressonância magnética 19 F nanoactuadores e sensores.
- O nanogel com estrutura reticulada fornecem uma plataforma versátil para armazenamento e liberação de proteínas. É um método altamente desejável de carregar e entregar formas ativas de proteínas em direção às células para a atividade remanescente, aumentando a estabilidade e evitando a potencial imunogenicidade das proteínas.[10]
- Nanogel contendo flúor podem ser usados como traçadores para 19 F MRI, porque sua agregação e ligação ao tecido têm apenas um efeito menor em seu sinal de 19 F MRI. Além disso, eles podem transportar drogas e suas propriedades físico-químicas dos polímeros podem ser altamente moduladas.[11][12]
- Nanogel composto de polietilenimina (PEI) têm sido usados para entregar compostos anticâncer nas células.[13][14]
- Nanogel composto de dextrano foram desenvolvidos para macrófagos associados a tumor de imagem com radionuclídeos e direcionamento do osso.[15][16]
- Um termômetro nanogel fluorescente foi desenvolvido para medir temperaturas dentro de 0.5 °C (0.90 °F) em células vivas. A célula absorve água quando está mais fria e a expulsa conforme sua temperatura interna aumenta; a quantidade relativa de máscaras de água ou expõe a fluorescência do nanogel.[17]

É um isolante térmico leve, ou com os hidrogel nanocompósito (gel NC), as redes poliméricas hidratadas e preenchidas com nanomateriais que exibem maior elasticidade e resistência em relação ao hidrogel tradicional.